# Szlovák labdarúgó-válogatott
A szlovák labdarúgó-válogatott Szlovákia nemzeti labdarúgó csapata, melyet a szlovák labdarúgó-szövetség (szlovákul: Slovenský futbalový zväz) irányít. A szövetséget 1993-ban alapították és 1994-től tagjai a Nemzetközi Labdarúgó-szövetségnek illetve az UEFA-nak. Ebben az időszakban a szlovák válogatott nem szerepelt egyetlen nemzetközi torna selejtezőjében sem.

## Történelem
Az Első Szlovák Köztársaság első hivatalos mérkőzésére Pozsonyban került sor 1939. augusztus 27-én Németország ellen, ami 2–0-s szlovák győzelemmel zárult. A II. világháború után a válogatott beolvadt a csehszlovák nemzeti csapatba, és közel 50 éven keresztül Szlovákia nem játszott mérkőzést független államként. Ebben az időszakban több kulcsjátékost adtak a csehszlovák válogatottnak. Az 1976-os labdarúgó-Európa-bajnokságon győzedelmeskedő csapat gerince szlovák játékosokból állt.
Csehszlovákia felbomlását követő első hivatalos mérkőzését 1994. február 2-án Dubajban játszotta a szlovák válogatott. A mérkőzést 1–0-ra megnyerték az Egyesült Arab Emírségek ellen. Hazai pályán először 1994. április 20-án győztek Horvátország ellen 4–1-re. Legsúlyosabb vereségüket Argentína ellen szenvedték el 1995-ben, amikor is 6–0-ra kaptak ki. Legnagyobb arányú győzelmük (7–0) egy 2004-es Liechtenstein, illetve egy 2007-es San Marino elleni siker.
Szlovákia első jelentős megmérettetésére az 1996-os Európa-bajnokság selejtezőiben került sor, ahol a Románia és Franciaország mögött a csoport harmadik helyét szerezték meg. Az eddigi legjobb szereplésük a 2006-os világbajnokság selejtezőiben volt, amikor is pótselejtezőt vívtak a spanyol válogatottal, de nem jutottak tovább, mivel a két mérkőzésen csak egy hazai pályán elért döntetlenre voltak képesek. A 2010-es világbajnokság selejtezőjében a csoportjában 22 ponttal elsőként végzett, megelőzve Szlovéniát, Csehországot, Észak-Írországot és Lengyelországot is, így története során először jutott ki a világbajnokságra.
A világbajnokságon az F csoportba kaptak besorolást. Az első mérkőzésen 1–1-es döntetlent játszottak Új-Zélanddal úgy, hogy egészen a 93. percig vezettek. A következő mérkőzésükön 2–0-s vereséget szenvedtek Paraguay ellen. Az utolsó kör előtt a szlovákoknak még volt esélyük a továbbjutásra, viszont az utolsó ellenfél a csoport papíron legerősebb gárdája, a világbajnoki címvédő Olaszország volt, azonban hatalmas meglepetésre 3–2-es szlovák győzelemmel zárult a találkozó. A csoportból második helyen továbbjutva Hollandiát kapták ellenfélül a legjobb 16 között. A nyolcaddöntő egyben a végállomást is jelentette Szlovákia számára, mivel a hollandok 2–1-re megnyerték a párharcot.

## Nemzetközi eredmények

### Világbajnokság
| Világbajnokság | Világbajnokság            | Világbajnokság            | Világbajnokság            | Világbajnokság            | Világbajnokság            | Világbajnokság            | Világbajnokság            | Világbajnokság            | Világbajnokság            | Selejtezők                | Selejtezők                | Selejtezők                | Selejtezők                | Selejtezők                | Selejtezők                | Selejtezők                |        |
| Év             | Eredmény                  | H.                        | M                         | Gy                        | D                         | V                         | G+                        | G–                        | Keret                     | H.                        | M                         | Gy                        | D                         | V                         | G+                        | G–                        |        |
| -------------- | ------------------------- | ------------------------- | ------------------------- | ------------------------- | ------------------------- | ------------------------- | ------------------------- | ------------------------- | ------------------------- | ------------------------- | ------------------------- | ------------------------- | ------------------------- | ------------------------- | ------------------------- | ------------------------- | ------ |
| 1930–1994      | Csehszlovákia része volt. | Csehszlovákia része volt. | Csehszlovákia része volt. | Csehszlovákia része volt. | Csehszlovákia része volt. | Csehszlovákia része volt. | Csehszlovákia része volt. | Csehszlovákia része volt. | Csehszlovákia része volt. | Csehszlovákia része volt. | Csehszlovákia része volt. | Csehszlovákia része volt. | Csehszlovákia része volt. | Csehszlovákia része volt. | Csehszlovákia része volt. | Csehszlovákia része volt. |        |
| 1998           | nem jutott ki             | nem jutott ki             | nem jutott ki             | nem jutott ki             | nem jutott ki             | nem jutott ki             | nem jutott ki             | nem jutott ki             | nem jutott ki             | 4.                        | 10                        | 5                         | 1                         | 4                         | 18                        | 14                        |        |
| 2002           | nem jutott ki             | nem jutott ki             | nem jutott ki             | nem jutott ki             | nem jutott ki             | nem jutott ki             | nem jutott ki             | nem jutott ki             | nem jutott ki             | 3.                        | 10                        | 5                         | 2                         | 3                         | 16                        | 9                         |        |
| 2006           | nem jutott ki             | nem jutott ki             | nem jutott ki             | nem jutott ki             | nem jutott ki             | nem jutott ki             | nem jutott ki             | nem jutott ki             | nem jutott ki             | 2.                        | 14                        | 6                         | 6                         | 2                         | 26                        | 14                        |        |
| 2010           | Nyolcaddöntő              | 16.                       | 4                         | 1                         | 1                         | 2                         | 5                         | 7                         | Keret                     | 1.                        | 10                        | 7                         | 1                         | 2                         | 22                        | 10                        |        |
| 2014           | nem jutott ki             | nem jutott ki             | nem jutott ki             | nem jutott ki             | nem jutott ki             | nem jutott ki             | nem jutott ki             | nem jutott ki             | nem jutott ki             | 3.                        | 10                        | 3                         | 4                         | 3                         | 11                        | 10                        |        |
| 2018           | nem jutott ki             | nem jutott ki             | nem jutott ki             | nem jutott ki             | nem jutott ki             | nem jutott ki             | nem jutott ki             | nem jutott ki             | nem jutott ki             | 2.                        | 10                        | 6                         | 0                         | 4                         | 17                        | 7                         |        |
| 2022           | nem jutott ki             | nem jutott ki             | nem jutott ki             | nem jutott ki             | nem jutott ki             | nem jutott ki             | nem jutott ki             | nem jutott ki             | nem jutott ki             | 3.                        | 10                        | 3                         | 5                         | 2                         | 17                        | 10                        |        |
| 2026           | később                    | később                    | később                    | később                    | később                    | később                    | később                    | később                    | később                    | később                    | később                    | később                    | később                    | később                    | később                    | később                    | később |
| 2030           | később                    | később                    | később                    | később                    | később                    | később                    | később                    | később                    | később                    | később                    | később                    | később                    | később                    | később                    | később                    | később                    | később |
| 2034           | később                    | később                    | később                    | később                    | később                    | később                    | később                    | később                    | később                    | később                    | később                    | később                    | később                    | később                    | később                    | később                    | később |
| Összesen       |                           | 1/6                       | 4                         | 1                         | 1                         | 2                         | 5                         | 7                         | –                         | Összesen                  | 74                        | 35                        | 19                        | 20                        | 127                       | 74                        |        |

### Európa-bajnokság
| Európa-bajnokság | Európa-bajnokság          | Európa-bajnokság          | Európa-bajnokság          | Európa-bajnokság          | Európa-bajnokság          | Európa-bajnokság          | Európa-bajnokság          | Európa-bajnokság          | Európa-bajnokság          | Selejtezők                | Selejtezők                | Selejtezők                | Selejtezők                | Selejtezők                | Selejtezők                | Selejtezők                |        |
| Év               | Eredmény                  | H.                        | M                         | Gy                        | D                         | V                         | G+                        | G–                        | Keret                     | H.                        | M                         | Gy                        | D                         | V                         | G+                        | G–                        |        |
| ---------------- | ------------------------- | ------------------------- | ------------------------- | ------------------------- | ------------------------- | ------------------------- | ------------------------- | ------------------------- | ------------------------- | ------------------------- | ------------------------- | ------------------------- | ------------------------- | ------------------------- | ------------------------- | ------------------------- | ------ |
| 1960–1992        | Csehszlovákia része volt. | Csehszlovákia része volt. | Csehszlovákia része volt. | Csehszlovákia része volt. | Csehszlovákia része volt. | Csehszlovákia része volt. | Csehszlovákia része volt. | Csehszlovákia része volt. | Csehszlovákia része volt. | Csehszlovákia része volt. | Csehszlovákia része volt. | Csehszlovákia része volt. | Csehszlovákia része volt. | Csehszlovákia része volt. | Csehszlovákia része volt. | Csehszlovákia része volt. |        |
| 1996             | nem jutott ki             | nem jutott ki             | nem jutott ki             | nem jutott ki             | nem jutott ki             | nem jutott ki             | nem jutott ki             | nem jutott ki             | nem jutott ki             | 3.                        | 10                        | 4                         | 2                         | 4                         | 14                        | 18                        |        |
| 2000             | nem jutott ki             | nem jutott ki             | nem jutott ki             | nem jutott ki             | nem jutott ki             | nem jutott ki             | nem jutott ki             | nem jutott ki             | nem jutott ki             | 3.                        | 10                        | 5                         | 2                         | 3                         | 12                        | 9                         |        |
| 2004             | nem jutott ki             | nem jutott ki             | nem jutott ki             | nem jutott ki             | nem jutott ki             | nem jutott ki             | nem jutott ki             | nem jutott ki             | nem jutott ki             | 3.                        | 8                         | 3                         | 1                         | 4                         | 11                        | 9                         |        |
| 2008             | nem jutott ki             | nem jutott ki             | nem jutott ki             | nem jutott ki             | nem jutott ki             | nem jutott ki             | nem jutott ki             | nem jutott ki             | nem jutott ki             | 4.                        | 12                        | 5                         | 1                         | 6                         | 33                        | 23                        |        |
| 2012             | nem jutott ki             | nem jutott ki             | nem jutott ki             | nem jutott ki             | nem jutott ki             | nem jutott ki             | nem jutott ki             | nem jutott ki             | nem jutott ki             | 4.                        | 10                        | 4                         | 3                         | 3                         | 7                         | 10                        |        |
| 2016             | Nyolcaddöntő              | 14.                       | 4                         | 1                         | 1                         | 2                         | 3                         | 6                         | Keret                     | 2.                        | 10                        | 7                         | 1                         | 2                         | 17                        | 8                         |        |
| 2020             | Csoportkör                | 18.                       | 3                         | 1                         | 0                         | 2                         | 2                         | 7                         | Keret                     | 3. (pótselejtező)         | 10                        | 5                         | 2                         | 3                         | 15                        | 12                        |        |
| 2024             | Nyolcaddöntő              | 12.                       | 4                         | 1                         | 1                         | 2                         | 4                         | 5                         | Keret                     | 2.                        | 10                        | 7                         | 1                         | 2                         | 17                        | 8                         |        |
| 2028             | később                    | később                    | később                    | később                    | később                    | később                    | később                    | később                    | később                    | később                    | később                    | később                    | később                    | később                    | később                    | később                    | később |
| 2032             | később                    | később                    | később                    | később                    | később                    | később                    | később                    | később                    | később                    | később                    | később                    | később                    | később                    | később                    | később                    | később                    | később |
| Összesen         |                           | 3/8                       | 11                        | 3                         | 2                         | 6                         | 9                         | 18                        | –                         | Összesen                  | 80                        | 40                        | 13                        | 27                        | 126                       | 97                        |        |

### UEFA Nemzetek Ligája
| Csoportkör | Csoportkör | Csoportkör | Csoportkör | Csoportkör | Csoportkör | Csoportkör | Csoportkör | Csoportkör | Csoportkör | Csoportkör         | Csoportkör | Egyenes kieséses szakasz | Egyenes kieséses szakasz | Egyenes kieséses szakasz | Egyenes kieséses szakasz | Egyenes kieséses szakasz | Egyenes kieséses szakasz | Egyenes kieséses szakasz | Egyenes kieséses szakasz | Egyenes kieséses szakasz |
| Szezon     | Liga       | Csoport    | H          | M          | Gy         | D          | V          | G+         | G–         | Feljutás/kiesés    | Helyezés   | Év                       | Eredmény                 | M                        | Gy                       | D                        | V                        | G+                       | G–                       | Keret                    |
| ---------- | ---------- | ---------- | ---------- | ---------- | ---------- | ---------- | ---------- | ---------- | ---------- | ------------------ | ---------- | ------------------------ | ------------------------ | ------------------------ | ------------------------ | ------------------------ | ------------------------ | ------------------------ | ------------------------ | ------------------------ |
| 2018–19    | B          | 1.         | 3.         | 4          | 1          | 0          | 3          | 5          | 5          | (formátumváltozás) | 21.        | 2019                     | nem jutott be            | nem jutott be            | nem jutott be            | nem jutott be            | nem jutott be            | nem jutott be            | nem jutott be            | nem jutott be            |
| 2020–21    | B          | 2.         | 4.         | 6          | 1          | 1          | 4          | 5          | 10         | Csökkenés          | 30.        | 2021                     | nem jutott be            | nem jutott be            | nem jutott be            | nem jutott be            | nem jutott be            | nem jutott be            | nem jutott be            | nem jutott be            |
| 2022–23    | C          | 3.         | 3.         | 6          | 2          | 1          | 3          | 5          | 6          | Állandó            | 43.        | 2023                     | nem jutott be            | nem jutott be            | nem jutott be            | nem jutott be            | nem jutott be            | nem jutott be            | nem jutott be            | nem jutott be            |
| 2024–25    | C          | 1.         |            |            |            |            |            |            |            |                    |            | 2025                     | nem jutott be            | nem jutott be            | nem jutott be            | nem jutott be            | nem jutott be            | nem jutott be            | nem jutott be            | nem jutott be            |
| Összesen   | Összesen   | Összesen   | Összesen   | 16         | 4          | 2          | 10         | 15         | 21         |                    |            |                          | 0/4                      | –                        | –                        | –                        | –                        | –                        | –                        |                          |

## Játékosok

### Játékoskeret
A 2020-as labdarúgó-Európa-bajnokságra nevezett 26 fős keret.
A pályára lépesek és a gólok száma a  Svédország ellen lett frissítve. 
| Szám | Poszt | Név               | Születési dátum / Kor          | Válogatottság | Gólok | Klub              |
| ---- | ----- | ----------------- | ------------------------------ | ------------- | ----- | ----------------- |
| 1    | K     | Martin Dúbravka   | 1989. január 15. (36 éves)     | 28            | 0     | Newcastle United  |
| 12   | K     | Dušan Kuciak      | 1985. május 21. (39 éves)      | 14            | 0     | Lechia Gdańsk     |
| 23   | K     | Marek Rodák       | 1996. december 13. (28 éves)   | 6             | 0     | Fulham            |
| 2    | V     | Peter Pekarík     | 1986. október 30. (38 éves)    | 103           | 2     | Hertha BSC        |
| 3    | V     | Denis Vavro       | 1996. április 10. (28 éves)    | 12            | 1     | Huesca            |
| 4    | V     | Martin Valjent    | 1995. december 11. (29 éves)   | 9             | 0     | Mallorca          |
| 5    | V     | Ľubomír Šatka     | 1995. december 2. (29 éves)    | 16            | 0     | Lech Poznań       |
| 14   | V     | Milan Škriniar    | 1995. február 11. (30 éves)    | 42            | 3     | Internazionale    |
| 15   | V     | Tomáš Hubočan     | 1985. szeptember 17. (39 éves) | 65            | 13    | Omónia            |
| 16   | V     | Dávid Hancko      | 1997. december 13. (27 éves)   | 15            | 1     | Sparta Praha      |
| 24   | V     | Martin Koscelník  | 1995. március 2. (30 éves)     | 7             | 0     | Slovan Liberec    |
| 6    | KP    | Ján Greguš        | 1991. január 29. (34 éves)     | 36            | 4     | Minnesota United  |
| 7    | KP    | Vladimír Weiss    | 1989. november 30. (35 éves)   | 70            | 7     | Slovan Bratislava |
| 8    | KP    | Ondrej Duda       | 1994. december 5. (30 éves)    | 47            | 5     | 1. FC Köln        |
| 10   | KP    | Tomáš Suslov      | 2002. június 7. (22 éves)      | 4             | 0     | Groningen         |
| 11   | KP    | Bénes László      | 1997. szeptember 9. (27 éves)  | 6             | 1     | Augsburg          |
| 13   | KP    | Patrik Hrošovský  | 1992. április 22. (32 éves)    | 38            | 0     | Genk              |
| 17   | KP    | Marek Hamšík      | 1987. július 27. (37 éves)     | 128           | 26    | IFK Göteborg      |
| 19   | KP    | Lukáš Haraslín    | 1996. május 26. (28 éves)      | 16            | 1     | Sassuolo          |
| 19   | KP    | Juraj Kucka       | 1987. február 26. (38 éves)    | 85            | 0     | Parma             |
| 20   | KP    | Róbert Mak        | 1991. március 8. (34 éves)     | 68            | 14    | Ferencvárosi TC   |
| 22   | KP    | Stanislav Lobotka | 1994. november 25. (30 éves)   | 28            | 3     | Napoli            |
| 25   | KP    | Jakub Hromada     | 1996. május 25. (28 éves)      | 3             | 0     | Slavia Praha      |
| 9    | CS    | Dušan Švento      | 1999. november 18. (25 éves)   | 16            | 4     | Feyenoord         |
| 21   | CS    | Michal Ďuriš      | 1988. június 1. (36 éves)      | 57            | 7     | Omónia            |
| 26   | CS    | Ivan Schranz      | 1993. szeptember 13. (31 éves) | 8             | 1     | Jablonec          |

### A bő keret tagjai
| Szám | Poszt | Név              | Születési dátum / Kor          | Válogatottság | Gólok | Klub                    |
| ---- | ----- | ---------------- | ------------------------------ | ------------- | ----- | ----------------------- |
| –    | K     | Dominik Greif    | 1997. április 6. (27 éves)     | 4             | 0     | Slovan Bratislava       |
| –    | K     | Adam Jakubech    | 1997. január 2. (28 éves)      | 1             | 0     | Kortrijk                |
| –    | K     | Dominik Holec    | 1994. július 28. (30 éves)     | 0             | 0     | Raków Częstochowa       |
| –    | K     | František Plach  | 1992. március 8. (33 éves)     | 0             | 0     | Piast Gliwice           |
| –    | V     | Jakub Holúbek    | 1991. január 12. (34 éves)     | 6             | 0     | Piast Gliwice           |
| –    | V     | Gyömbér Norbert  | 1992. július 3. (32 éves)      | 28            | 0     | Salernitana             |
| –    | V     | Róbert Mazáň     | 1994. február 9. (31 éves)     | 11            | 0     | AÉL                     |
| –    | V     | Lukáš Pauschek   | 1992. december 9. (32 éves)    | 6             | 0     | Slovan Bratislava       |
| –    | V     | Branislav Niňaj  | 1994. május 17. (30 éves)      | 3             | 0     | Sepsiszentgyörgy        |
| –    | V     | Boris Sekulić    | 1991. október 21. (33 éves)    | 2             | 0     | Chicago Fire            |
| –    | V     | Tomáš Huk        | 1994. december 22. (30 éves)   | 2             | 0     | Piast Gliwice           |
| –    | V     | Kristián Koštrna | 1993. december 15. (31 éves)   | 0             | 0     | Spartak Trnava          |
| –    | V     | Michal Sipľak    | 1996. február 2. (29 éves)     | 0             | 0     | Cracovia                |
| –    | V     | Martin Škrtel    | 1984. december 15. (40 éves)   | 104           | 6     | klubnélkül              |
| –    | V     | Lukáš Skovajsa   | 1994. március 27. (30 éves)    | 0             | 0     | Dynamo České Budějovice |
| –    | V     | Dominik Kružliak | 1996. július 10. (28 éves)     | 1             | 0     | DAC 1904                |
| –    | V     | Lukáš Štetina    | 1991. július 28. (33 éves)     | 4             | 1     | Sparta Praha            |
| –    | KP    | Matúš Bero       | 1995. szeptember 6. (29 éves)  | 15            | 0     | Vitesse                 |
| –    | KP    | Erik Jirka       | 1997. szeptember 19. (27 éves) | 1             | 0     | Mirandés                |
| –    | KP    | Albert Rusnák    | 1994. július 7. (30 éves)      | 32            | 5     | Real Salt Lake          |
| –    | KP    | Erik Sabo        | 1991. november 22. (33 éves)   | 18            | 0     | Çaykur Rizespor         |
| –    | KP    | Martin Chrien    | 1995. szeptember 8. (29 éves)  | 1             | 1     | Mezőkövesd              |
| –    | KP    | Nikolas Špalek   | 1997. február 12. (28 éves)    | 0             | 0     | Brescia                 |
| –    | KP    | Jakub Považanec  | 1991. január 31. (34 éves)     | 0             | 0     | Jablonec                |
| –    | KP    | Michal Faško     | 1994. augusztus 24. (30 éves)  | 0             | 0     | Slovan Liberec          |
| –    | KP    | Miroslav Stoch   | 1989. október 19. (35 éves)    | 60            | 6     | Zagłębie Lubin          |
| –    | KP    | Jaroslav Mihalík | 1994. július 27. (30 éves)     | 8             | 1     | Sigma Olomouc           |
| –    | KP    | Miroslav Káčer   | 1996. február 2. (29 éves)     | 2             | 0     | Viktoria Plzeň          |
| –    | CS    | David Strelec    | 2001. április 4. (23 éves)     | 4             | 1     | ŠK Slovan Bratislava    |
| –    | CS    | Pavol Šafranko   | 1994. november 16. (30 éves)   | 10            | 0     | Sepsiszentgyörgy        |
| –    | CS    | Samuel Mráz      | 1997. május 13. (27 éves)      | 4             | 1     | Zagłębie Lubin          |
| –    | CS    | David Hrnčár     | 1997. december 10. (27 éves)   | 0             | 0     | FC ViOn Zlaté Moravce   |
| –    | CS    | Ladislav Almási  | 1997. december 10. (27 éves)   | 0             | 0     | Ahmat Groznij           |
| –    | CS    | Adam Zreľák      | 1994. május 5. (30 éves)       | 5             | 2     | Warta Poznań            |
| –    | CS    | Erik Pačinda     | 1989. május 9. (35 éves)       | 4             | 1     | Košice                  |

## Válogatottsági rekordok
Az adatok 2017. január 12. állapotoknak felelnek meg.
- A még aktív játékosok félkövérrel vannak megjelölve.

### Legtöbbször pályára lépett játékosok

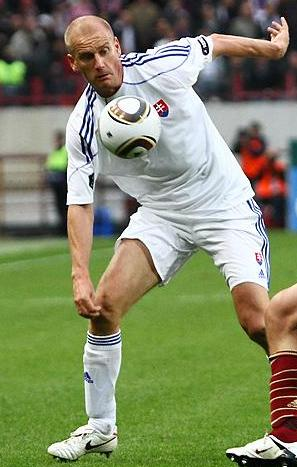
Miroslav Karhan a válogatottsági rekorder 107 mérkőzéssel.

| #   | Név              | Időszak   | Mérkőzés | Gólok |
| --- | ---------------- | --------- | -------- | ----- |
| 1.  | Miroslav Karhan  | 1995–2011 | 107      | 14    |
| 2.  | Marek Hamšík     | 2007–     | 95       | 20    |
| 3.  | Martin Škrtel    | 2004–     | 88       | 6     |
| 4.  | Ján Ďurica       | 2004–     | 87       | 4     |
| 5.  | Róbert Vittek    | 2001–     | 82       | 23    |
| 6.  | Peter Pekarík    | 2006–     | 73       | 2     |
| 7.  | Stanislav Šesták | 2004–2016 | 66       | 13    |
| 8.  | Filip Hološko    | 2005–     | 65       | 8     |
| 9.  | Vladimír Weiss   | 2009–     | 58       | 5     |
| 10. | Németh Szilárd   | 1996–2006 | 58       | 22    |

### Legtöbb gólt szerző játékosok

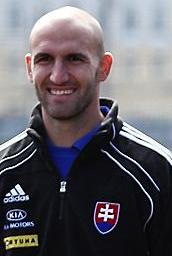
Róbert Vittek 23 góllal a szlovák válogatott legeredményesebb játékosa.

| #   | Játékos          | Időszak   | Gól | Vál. | Átlag |
| --- | ---------------- | --------- | --- | ---- | ----- |
| 1.  | Róbert Vittek    | 2001–     | 23  | 82   | 0.28  |
| 2.  | Németh Szilárd   | 1996–2006 | 22  | 59   | 0.37  |
| 3.  | Marek Hamšík     | 2007–     | 20  | 95   | 0.21  |
| 4.  | Marek Mintál     | 2002–2009 | 14  | 45   | 0.31  |
| 4.  | Miroslav Karhan  | 1995–2011 | 14  | 107  | 0.13  |
| 6.  | Stanislav Šesták | 2004–2016 | 13  | 66   | 0.20  |
| 7.  | Peter Dubovský   | 1994–2000 | 12  | 33   | 0.36  |
| 8.  | Ľubomír Reiter   | 2001–2005 | 9   | 28   | 0.32  |
| 8.  | Tibor Jančula    | 1995–2001 | 9   | 29   | 0.31  |
| 8.  | Martin Jakubko   | 2004–2015 | 9   | 41   | 0.22  |
| 8.  | Róbert Mak       | 2013–     | 9   | 33   | 0.27  |
| 12. | Adam Nemec       | 2006–     | 8   | 27   | 0.30  |
| 12. | Filip Hološko    | 2005–     | 8   | 65   | 0.12  |

### Ismert játékosok
- Marek Čech
- Peter Dubovský
- Miroslav Karhan
- Ľubomír Michalík
- Marek Mintál
- Ľubomír Moravčík
- Németh Szilárd
- Marek Sapara
- Filip Šebo
- Róbert Tomaschek
- Stanislav Varga
- Róbert Vittek
- Kamil Čontofalský
- Martin Škrtel
- Marek Hamšík
- Vladimír Weiss
- Miroslav Stoch
- Saláta Kornél
- Juraj Kucka
- Adam Nemec
- Dušan Kuciak

## Szövetségi kapitányok
- Jozef Vengloš (1993–1995)
- Jozef Jankech (1995–1998)
- Dušan Radolský (1998)
- Dušan Galis (1999)
- Jozef Adamec (1999–2001)
- Anton Dragúň (1999–2001)
- Stanislav Griga (2001)
- Ladislav Jurkemik (2002–2003)
- Dušan Galis (2004–2006)
- Ján Kocian (2006–2008)
- Vladimír Weiss (2008–2012)
- Michal Hipp (2012)
- Stanislav Griga (2012)
- Michal Hipp (2012–2013)
- Ján Kozák (2013–2018)
- Štefan Tarkovič (2018)
- Pavel Hapal (2018–2020)
- Oto Brunegraf (2020)

## Lásd még
- Szlovák U21-es labdarúgó-válogatott
- Szlovák női labdarúgó-válogatott